# Jonathan Point
Jonathan Point är en udde i Belize. Den ligger i distriktet Stann Creek, i den sydöstra delen av landet, 80 km sydost om huvudstaden Belmopan.